# Олександр Попов (фільм)
«Олександр Попов» (рос. «Александр Попов») — радянський біографічний фільм 1949 року кіностудії «Ленфільм».

## Зміст
Біографічний фільм про життя і діяльність видатного фізика-електротехніка, винахідника радіозв'язку Олександра Семеновича Попова (1859-1905). У процесі наукового пошуку талант і спостережливість Попова дозволили йому зробити низку унікальних відкриттів. Винайдений ним бездротовий телеграф уперше був застосований у надтяжких умовах полярної півночі задля порятунку людей, що опинилися на крижині у відкритому океані.

## Ролі
- Микола Черкасов — Олександр Степанович Попов
- Олександр Борисов — Петро Миколайович Рибкін
- Костянтин Скоробогатов — адмірал Макаров
- Юрій Толубєєв — Петрушевський
- Володимир Честноков — Любославський
- Бруно Фрейндліх — Марконі
- Осип Абдулов — Айзекс
- Віталій Поліцеймако — інженер-електрик Лемке
- Леонід Вів'єн — адмірал Тиртов
- Ілля Судаков — Менделєєв
- Юхим Копелян — маркіз Солярій
- Павло Панков — учень Попова
- Борис Смирнов — епізод
- Степан Крилов — епізод

## Знімальна група
- Автор сценарію — Олександр Разумовський
- Режисери — Герберт Рапопорт, Віктор Ейсимонт
- Оператори — Анатолій Назаров, Євген Шапіро
- Художник — Ісаак Махліс
- Композитор — Юрій Кочуров

## Технічні дані
- Художній фільм, чорно-білий.

## Нагороди
- Сталінська премія II ступеня (1951 рік, нагороджені режисери Герберт Раппапорт і Віктор Ейсимонт, оператори Анатолій Назаров та Євген Шапіро, актори Микола Черкасов, Бруно Фрейндліх, Олександр Борисов і Костянтин Скоробогатов)